# یواس‌اس ترایپ (اف‌اف-۱۰۷۵)
یواس‌اس ترایپ (اف‌اف-۱۰۷۵) (به انگلیسی: USS Trippe (FF-1075)) یک کشتی بود که طول آن ۴۳۸ فوت (۱۳۴ متر) بود. این کشتی در سال ۱۹۶۹ ساخته شد.